# 4563 Kahnia
4563 Kahnia (1980 OG) là một tiểu hành tinh vành đai chính được phát hiện ngày 17 tháng 7 năm 1980 bởi Ted Bowell ở Flagstaff.